# Великий Олик'ял
Великий Олик'я́л (рос. Большой Олыкъял, марій. Олыкъял) — присілок у складі Волзького району Марій Ел, Росія. Входить до складу Пет'яльського сільського поселення.

## Населення
Населення — 99 осіб (2010; 69 у 2002).
Національний склад (станом на 2002 рік):
- марі — 99 %